# Lâu đài Riegersburg
Lâu đài Riegersburg là một lâu đài trung cổ nằm trên miệng núi lửa đã tắt ở thị trấn Riegersburg, bang Steiermark, Áo. Lâu đài thuộc sở hữu của dòng họ quý tộc Liechtenstein từ năm 1822, có chứa một bảo tàng với các triển lãm. Lâu đài được xây dựng trên một miệng núi lửa đã tắt, cao 482 mét trên mực nước biển.

## Lịch sử
Trong khu vực xung quanh Riegersburg người dân đã sống trong một vài nghìn năm. Một ngôi làng lớn được tìm thấy trong thế kỷ thứ 9 trước công nguyên với 300 người sống ở đây. Lịch sử của lâu đài bắt đầu vào năm 1122. Các hiệp sĩ đầu tiên được biết đã sống ở đây là Rudiger von Hohenberg.
Trong nhiều thế kỷ, lâu đài đã có rất nhiều chủ sở hữu khác nhau, nhưng chỉ có một vài trong số họ đóng một vai trò quan trọng. Trong số những người sau đó là gia đình của Walseer người có mối thù với chủ quyền của Styria năm 1415.
Chủ sở hữu quan trọng nhất là nam tước Katharina Elisabeth von Wechsler, kết hôn Galler và được gọi là Gallerin. Giữa năm 1637 và 1653 bà đã xây dựng hoàn thành, lâu đài trở thành một trong những lâu đài lớn nhất và mạnh nhất trong cả nước. Lâu đài được bao quanh bởi bức tường thành 2 dặm với 5 cửa và 2 chiến hào và có 108 phòng.
Trong thế kỷ 17 biên giới với đế quốc Ottoman đôi khi chỉ 20 đến 25 km đi từ lâu đài và khu vực này đã gặp rắc rối bởi các cuộc xung đột với người Thổ Nhĩ Kỳ. Lâu đài là một nơi an toàn cho người dân ở gần đó, đôi khi là nơi trú ẩn cho vài ngàn người.
Năm 1822, tòa lâu đài được mua lại bởi ông hoàng Johann Josef von Liechtenstein. Nó thuộc về gia đình von Liechtenstein cho đến ngày nay. Giờ đây, lâu đài như một viện bảo tàng, 25 trong số 108 phòng được mở cửa tham quan, 16 phòng thể hiện lịch sử lâu đài.